# Willem van Nassau-Siegen (1592-1642)
Graaf Willem van Nassau-Siegen (Dillenburg, 13 augustus 1592 – Orsoy, 7/17 juli 1642), Duits: Wilhelm Graf von Nassau-Siegen (officiële titels: Graf zu Nassau, Katzenelnbogen, Vianden und Diez, Herr zu Beilstein), was graaf van Nassau-Siegen (een deel van het graafschap Nassau). Hij stamde uit het Huis Nassau-Siegen, een zijtak van de Ottoonse Linie van het Huis Nassau. Hij was eerst in dienst van de Hanze en van de Republiek Venetië, en diende later als officier in het Staatse leger waar hij uiteindelijk de rang van veldmaarschalk kreeg. Ook was hij achtereenvolgens gouverneur van Emmerik, Heusden en Sluis. Willem kocht de heerlijkheid Poederoijen aan de Maas.

## Biografie
Willem werd op 13 augustus 1592 in Dillenburg geboren als de vijfde zoon van graaf Johan VII ‘de Middelste’ van Nassau-Siegen en diens eerste echtgenote, gravin Magdalena van Waldeck-Wildungen. Hij studeerde in Heidelberg en ging daarna – samen met de latere ‘Winterkoning’ Frederik van de Palts – naar het hof van Henri de La Tour d’Auvergne, de hertog van Bouillon, in Sedan. Met landgraaf Otto van Hessen-Kassel bezocht Willem Engeland.
Willem diende in 1610 in het leger van zijn vader in de Opper-Palts en was in 1615 kapitein in het Hanzeleger voor Brunswijk. In 1617 diende hij onder zijn oudste broer Johan Ernst in de Republiek Venetië.

### In Staatse dienst
Na het aflopen van het Twaalfjarig Bestand in 1621 wierf Willem in Nassau troepen voor de Republiek en trad hij in Staatse dienst, waar hij op 24 juli 1622 werd benoemd tot kolonel der infanterie. In 1625 werd hij gouverneur van Emmerik en van 1626 tot 1637 was hij gouverneur van Heusden. De Staten van Holland weigerden op 25 november 1626 voor Willem een uitzondering te maken op de regel dat geen militaire charges mochten worden gecumuleerd, en de Gecommitteerde Raden van Holland besloten op 12 december 1626 een voorgestelde verhoging van Willems tractement ter Staten-Generaal niet tegen te werken maar te laten ‘glisseren’. Bij de doop van zijn dochtertje Hollandina in maart 1628 waren de Staten van Holland wel bereid peet te staan, compleet met pillegift.
Bij het Beleg van ’s-Hertogenbosch in 1629 had Willem zijn hoofdkwartier in Orthen, van waaruit ’s-Hertogenbosch op 15 mei voor het eerst met geschut beschoten werd. Om een inval van graaf Hendrik van den Bergh, de bevelhebber van het Spaanse leger, in de Bommelerwaard te voorkomen, werd Willem door prins Frederik Hendrik met 24 compagnieën voetvolk en wat cavalerie daarheen gezonden. In het jaar 1629 was Willems tractement £ 400 per maand.
In de winter van 1629-1630 werd Willem met zijn troepen ten oosten van de Rijn gestuurd naar Kleef, Mark, Gulik en Berg, echter zonder hem voldoende geldmiddelen ter beschikking te stellen. De gecommitteerde Hendrik van der Capellen klaagde in januari 1630 in een brief aan prins Frederik Hendrik dat als de Staatse garnizoenen van Duisburg en Essen niet terstond een maand soldij ontvangen, ‘sy het alsoo ergh als de Keisersche maken sullen’ en de burgers uit die steden doen wegtrekken. De prins was echter van mening dat het ‘vrembde maximen’ waren zich daarover druk te maken, aangezien immers ‘die Landen den Vurst van Nieuburch toebehoorende waeren, ende dat het Volck alleene gesonden was om desen winter aldaer geïnquartiert te worden’. Over de troepen van Willem wordt door Walraven van Gendt zelfs geklaagd vanuit Soest. Maar het noodzaakte de Spanjaarden wel om hun troepen terug te trekken uit Unna, Hamm en Lippstadt, deze aldus ten prooi latend aan de Holandeses. De troepen van Willem keerden overigens na enige onrust over hun achterstallige soldij in 1630 weer terug, zij het dan wel in vrij desolate toestand.
Tijdens de Veldtocht langs de Maas in 1632 hield Willem aanvankelijk met zijn troepen de situatie in de buurt van het Zeeuwse front in de gaten, tot hij eind juli door Frederik Hendrik naar het Beleg van Maastricht werd ontboden. Willem veroverde de Kruisschans aan de Schelde en Fort Sint-Anna en andere schansen bij Antwerpen, later Orsoy, in het volgende jaar de Sterreschans en die van Philippine in Staats-Vlaanderen. In 1632 werd Willem benoemd tot ritmeester der kurassiers en in april 1633 tot veldmaarschalk als opvolger van zijn oom graaf Ernst Casimir van Nassau-Diez.
De Staten van Holland benoemden Willem op 2 februari 1636, toen hij het bevel voerde over de troepen bij het Beleg van Schenkenschans, tot veldmaarschalk van deze provincie. Zijn vergoeding hiervoor bedroeg maandelijks 700 gulden. De door de Spanjaarden sterk verdedigde Schenkenschans werd in 1636 door de broers Willem en Johan Maurits ingenomen.
In 1637 werd Willem gouverneur van Sluis en nam hij deel aan het Beleg van Breda; over dat jaar ontving hij £ 7000. Prins Frederik Hendrik, een belegering van Antwerpen op het oog hebbende, vertrouwde hem in 1638 een belangrijke onderneming, het bezetten van de dijk te Calloo, toe. Hij veroverde de schansen Stabroek en Calloo en verjoeg de Spanjaarden, maar in plaats van zijn tocht verder voort te zetten, versterkte hij zich ter plaatse. Toen hem het vals gerucht ter ore kwam dat de Spanjaarden met een grotere macht dan de zijne in aantocht waren nam hij in verwarring de vlucht, waarbij hij op 17 juni een aanmerkelijk verlies van 2000 man leed, waaronder zijn zoon Maurits Frederik. Door deze nederlaag leed de gehele onderneming van Frederik Hendrik schipbreuk. Deze betuigde openlijk zijn misnoegen over deze onberaden stap van zijn onderbevelhebber. Tijdens het Beleg van Gennep in 1641 kreeg Willem een musketschot in de buik, waaraan hij later bezweek.

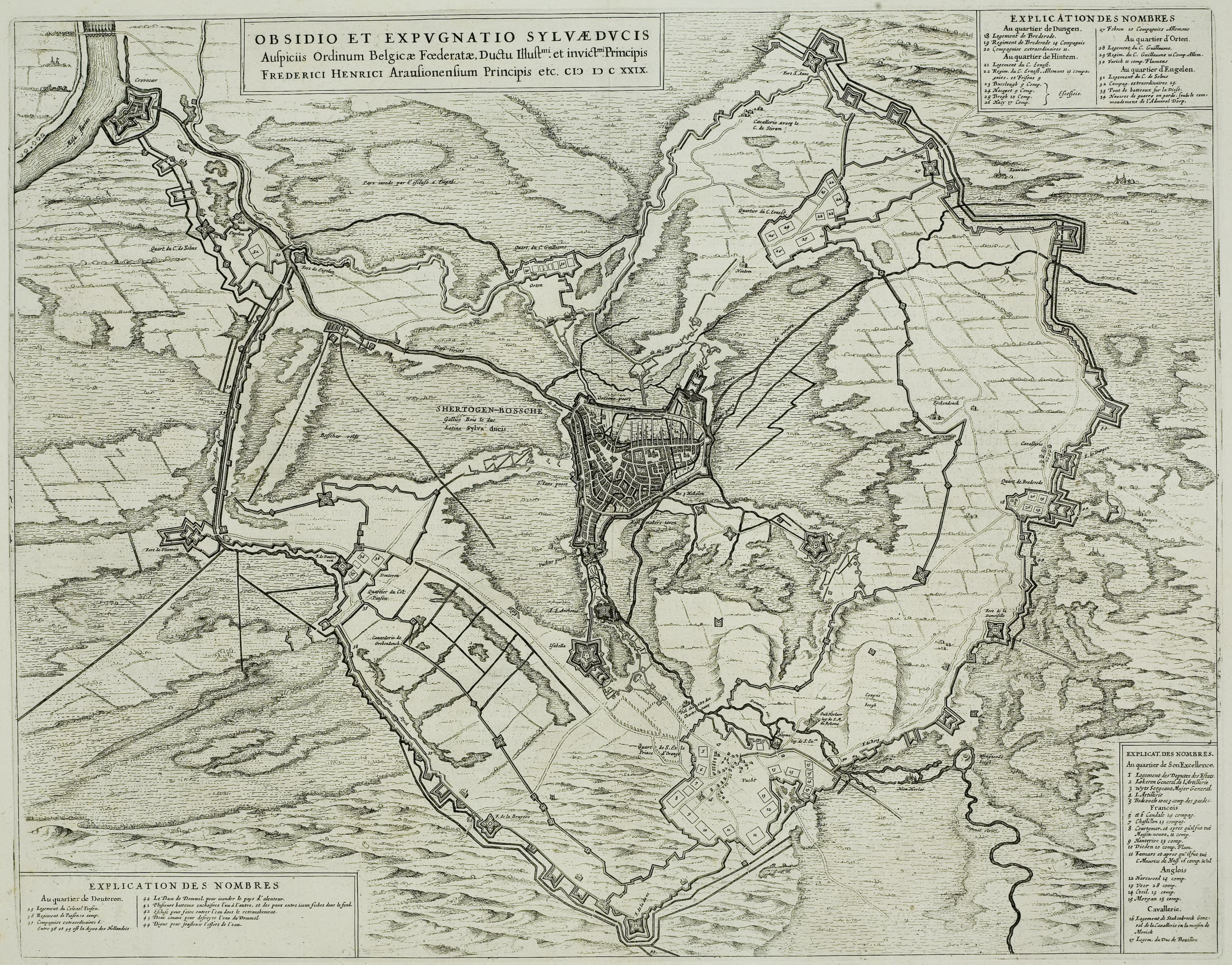
Het Beleg van ’s-Hertogenbosch (1629).
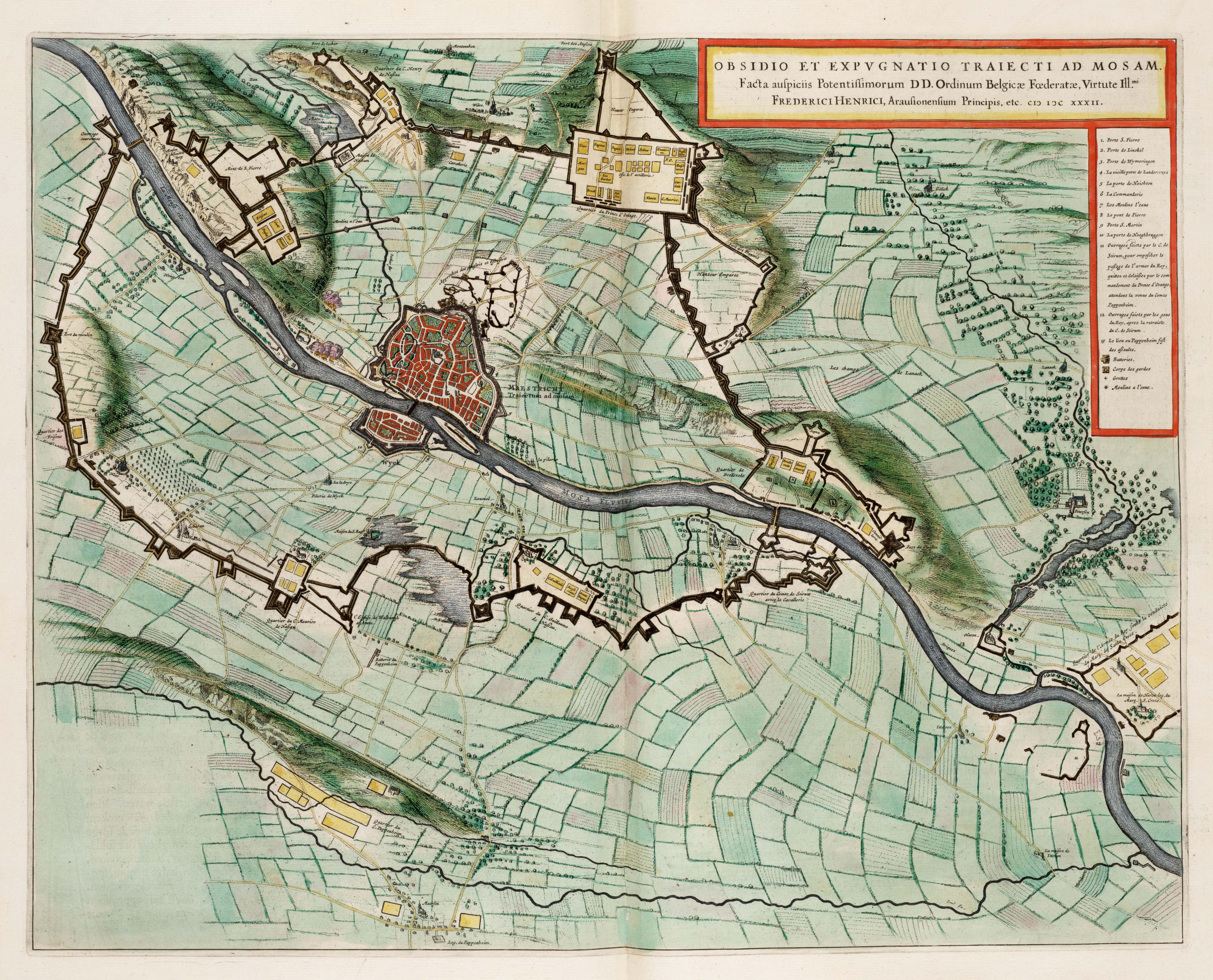
Het Beleg van Maastricht (1632).
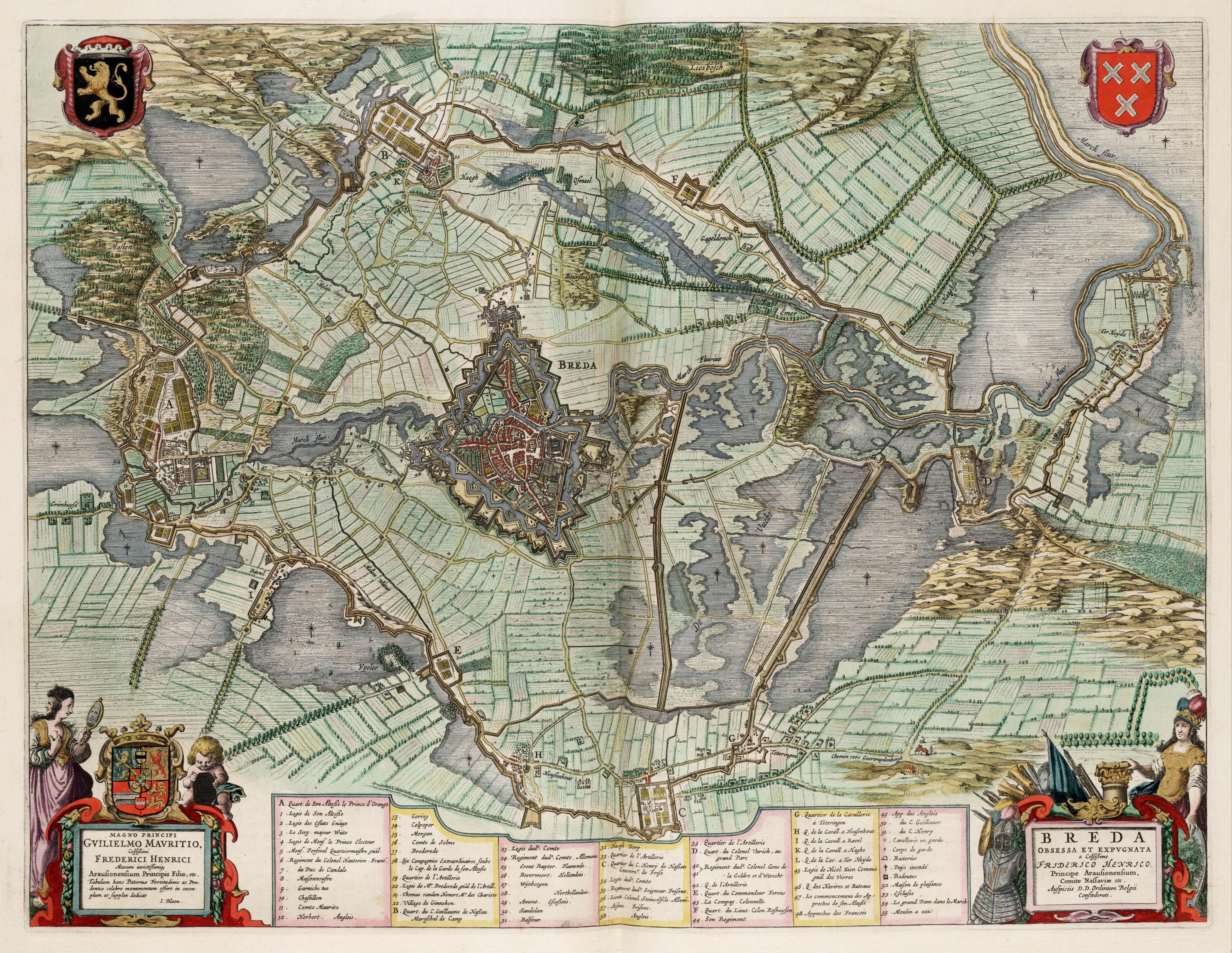
Het Beleg van Breda (1637).
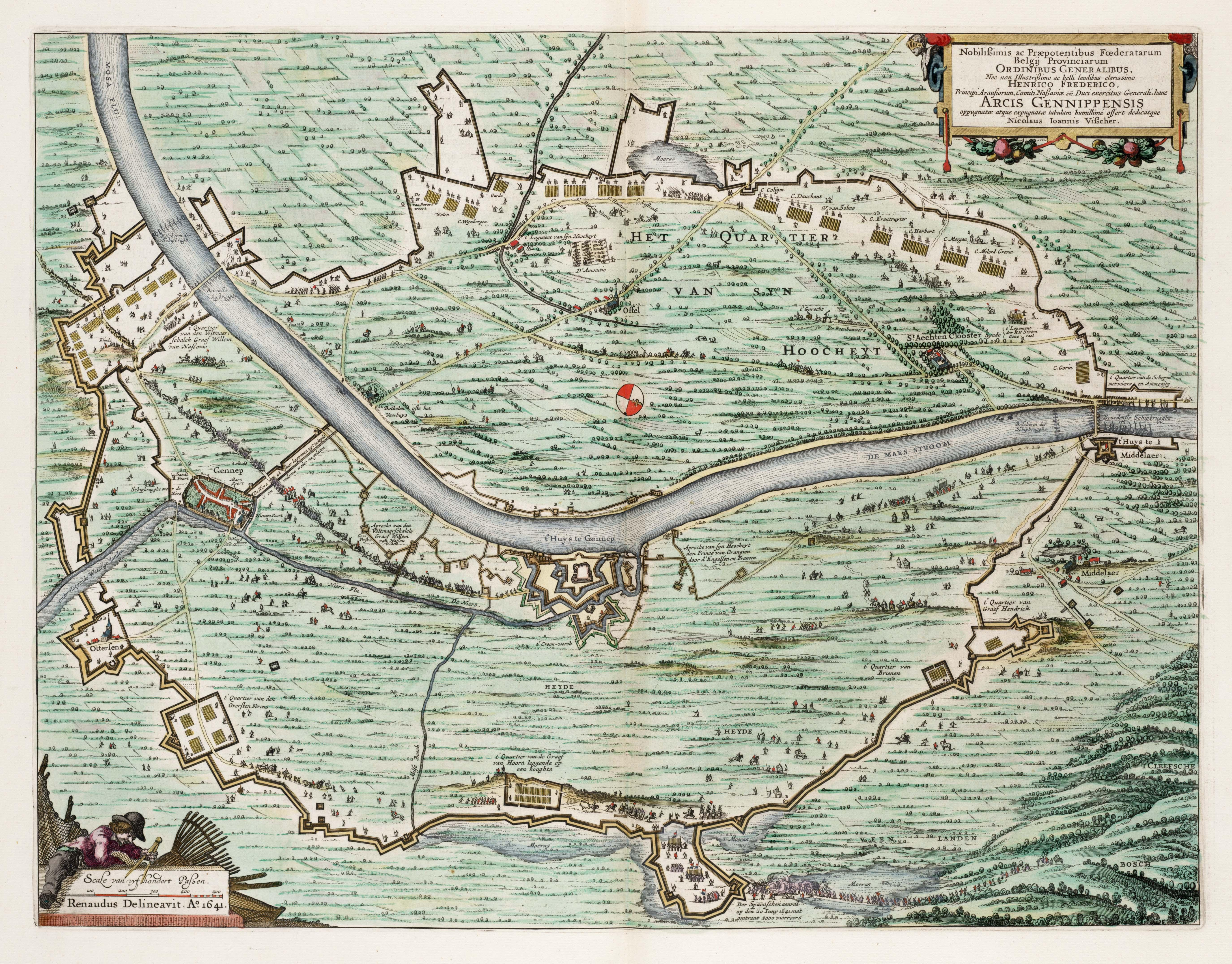
Het Beleg van Gennep (1641).

### Graaf van Nassau-Siegen

#### Regeling van de opvolging door graaf JohanVII ‘de Middelste’

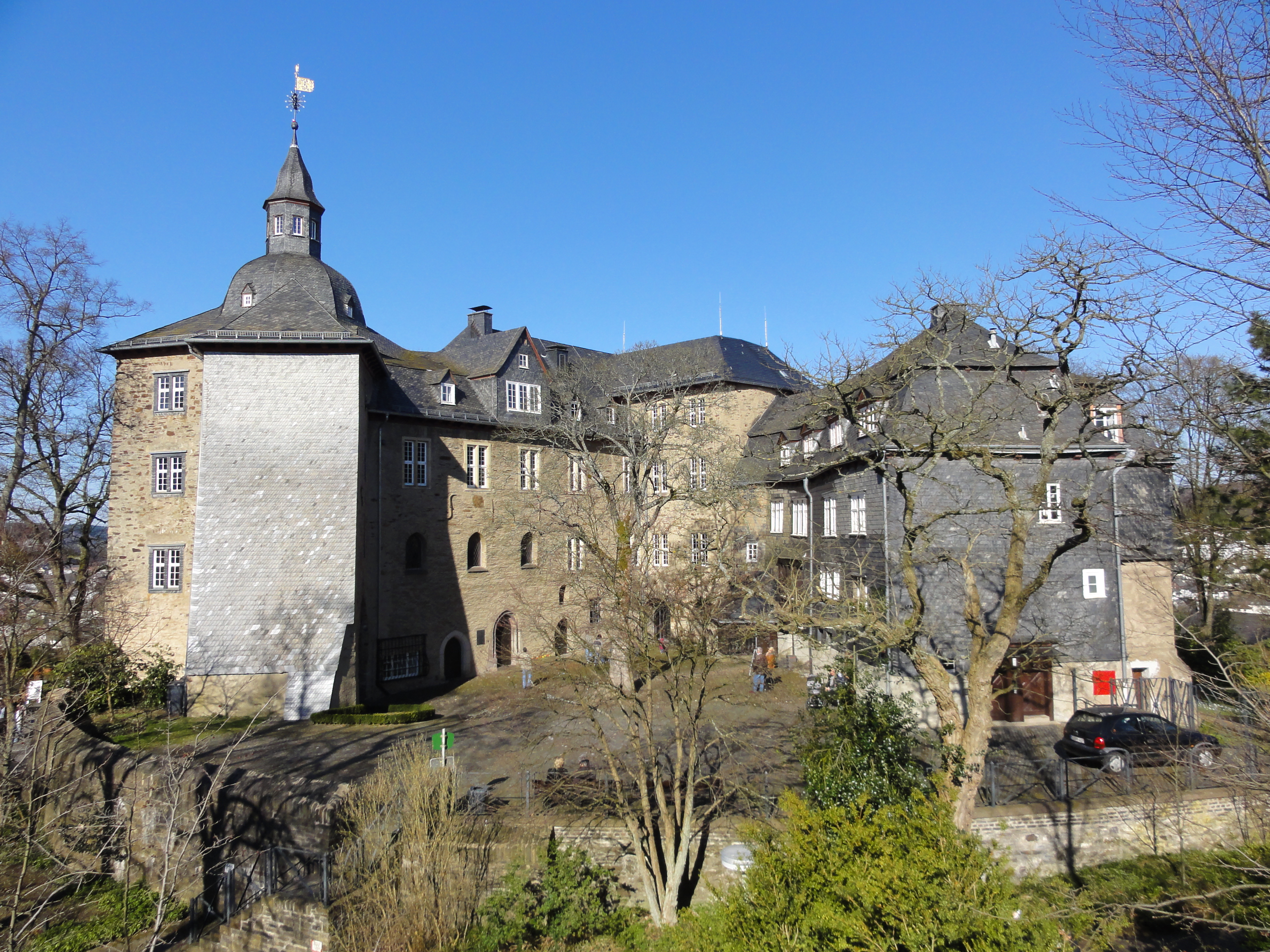
Slot Siegen in 2011.

Omdat het graafschap Nassau-Siegen zo’n klein land was (het had ongeveer 9.000 inwoners en bracht jaarlijks ongeveer 13.000 gulden op) besloot Willems vader Johan VII ‘de Middelste’ dat het graafschap niet opnieuw verdeeld moest worden. Om dat te voorkomen maakte hij in 1607 een testament, waarin stond dat alleen de oudste zoon zou regeren, en de andere kinderen met geld of ambten moesten worden gecompenseerd. Als een van de meest overtuigde voorvechters van het protestantisme, was het voor Johan ‘de Middelste’ bijzonder pijnlijk dat zijn tweede zoon, Johan ‘de Jongere’, zich in 1613 bekeerde tot de katholieke kerk. In een codicil van 8 oktober 1613 legde Johan ‘de Middelste’ uitdrukkelijk vast dat zijn erfgenamen het land in de gereformeerde belijdenis moesten laten. Aan dit bij testament vastgestelde huisrecht veranderde de bekering van Johan ‘de Jongere’ tot het katholicisme aanvankelijk niets, omdat hij niet de oudste zoon was. Dat was namelijk Johan Ernst.
Tot grote verrassing van zijn verwanten trad Johan ‘de Jongere’ in 1617 in dienst bij de Spanjaarden en sloot zich dus aan bij de tegenstanders van het Huis van Nassau en de Republiek. In hetzelfde jaar sneuvelde zijn oudere broer Johan Ernst in dienst van de Republiek Venetië. Deze nieuwe situatie dwong Johan ‘de Middelste’ zich af te vragen of een vijand van Nassau en de Nederlanden überhaupt zijn erfgenaam kon blijven. Op 15 november 1617 verklaarde Johan ‘de Middelste’ zijn testament van 8 april 1607 voor ongeldig. Afschaffing van de primogenituur, d.w.z. het eerstgeboorterecht, zou echter een verdeling van het kleine land hebben betekend, en daarom verzette Johan ‘de Middelste’ zich tegen alle voorstellen in die richting. In plaats daarvan liet hij, in een minnelijke overeenkomst, Johan ‘de Jongere’ op 31 december 1617 een verklaring ondertekenen, waarin deze verklaarde dat, hoewel hij zelf katholiek was en bleef, hij zijn onderdanen niet tot een andere dan de bestaande geloofsbelijdenis zou dwingen. Op 22 december 1618 stelde Johan ‘de Middelste’ een tweede testament op, dat de bovengenoemde toezeggingen van zijn zoon als voorwaarde had en nog steeds vasthield aan het eerstgeboorterecht. Hij stelde echter op de invoering van het ‘papendom’ de straf van onterving.
Waarom Johan ‘de Middelste’ toch een diep wantrouwen tegen zijn zoon koesterde, ondanks diens bevestigingen, kunnen niet meer volledig opgehelderd worden. Misschien omdat Johan ‘de Jongere’ overal luidkeels verkondigde dat geen macht ter wereld hem kon beletten de erfenis in Nassau-Siegen te aanvaarden, omdat de macht van de keizer en de koning van Spanje achter hem stond. Misschien kende Johan ook de invloed van de familie de Ligne en de katholieke geestelijkheid op zijn zoon. Het is zeker dat dergelijke geruchten van alle kanten aan hem werden overgebracht, en dat zijn verwanten en andere protestantse standen hem keer op keer voor zijn zoon waarschuwden. Pas toen Johan ‘de Middelste’ ervan overtuigd was geraakt dat Johan ‘de Jongere’ onder invloed van de jezuïeten stond en dat de mogelijkheid van een katholiek gebied binnen de Nassause landen een gevaar voor de protestantse inwoners betekende, liet hij zich overhalen tot het maken van een nieuw testament. Op 3 juli 1621 stelde Johan ‘de Middelste’ een derde testament op, waarin hij iets vastlegde dat hij tot dan toe altijd als volslagen onzinnig had beschouwd, namelijk om het kleine graafschap Nassau-Siegen, dat nauwelijks in staat was om één heer te onderhouden, in drie delen te splitsen. Zijn drie oudste zoons, Johan ‘de Jongere’, Willem en Johan Maurits, zouden elk een derde deel krijgen. Het bestuur van de stad Siegen zou gemeenschappelijk voor de drie zoons blijven.
Voor Johan ‘de Jongere’ was in het derde testament dus slechts een derde van het graafschap voorzien. Op 6 augustus 1621 werd hij hiervan op de hoogte gesteld met een nauwkeurige opgave van de redenen die zijn vader tot deze stap hadden bewogen. Pas op 9 mei 1623, dat wil zeggen twee jaar later, protesteerde Johan ‘de Jongere’ hiertegen met een brief vanuit Frankfurt aan de raadsheren van Siegen. Natuurlijk had hij intussen niet stilgezeten en had hij niet geschroomd om zijn vader bij de keizer aan te klagen. Ten tijde van zijn protestbrief was hij zeker al op de hoogte van het Poenale mandatum cassatorium, dat keizer Ferdinand II enige tijd later, op 27 juni 1623, officieel uitvaardigde en waarmee Johan ‘de Middelste’ meegedeeld werd dat hij ten tijde van het opmaken van zijn derde testament als medestrijder van de vogelvrij verklaarde Winterkoning niet gerechtigd was een testament op te maken. Hij moest dit testament dus intrekken en zich binnen twee maanden voor een keizerlijk gerechtshof verantwoorden. Het heeft er alle schijn van dat Johan ‘de Jongere’ er daarna voor teruggeschrokken is het keizerlijk decreet aan zijn ernstig zieke vader te laten bezorgen. Johan ‘de Middelste’ overleed op 27 september 1623 op Slot Siegen. Geen van de drie in het testament genoemde zoons was bij het overlijden van hun vader aanwezig. Op 13 oktober arriveerden Willem en Johan Maurits in Siegen, en op 26 oktober Johan ‘de Jongere’.

#### Strijd om de opvolging
Iedereen wist dat er ruzie zou komen bij de voorlezing van het testament op 11 december 1623. Johan ‘de Jongere’ liet het keizerlijke decreet voorlezen, en toen zijn broers daar niet erg van onder de indruk waren, zei hij bij het opstaan: ‘Der Kaiser wird uns scheiden!’. Hij had de voorzorg genomen om een volgend keizerlijk decreet van 20 november 1623 te verkrijgen tegen gravin-weduwe Margaretha en haar zoons, waarin de keizer ten strengste verbood om Johans regeringsaanvaarding, zijn inbezitneming van het land en zijn huldiging te belemmeren. Johan ‘de Jongere’ kon op 12 januari 1624 de huldiging van de stad Siegen aanvaarden, maar alleen omdat hij tevoren in een hevige sneeuwstorm heimelijk een eskadron geselecteerde ruiters door de kasteelpoort (dus niet door een stadspoort) de stad had binnengelaten, zodat zij door de stadswachten niet gezien of gehoord konden worden.

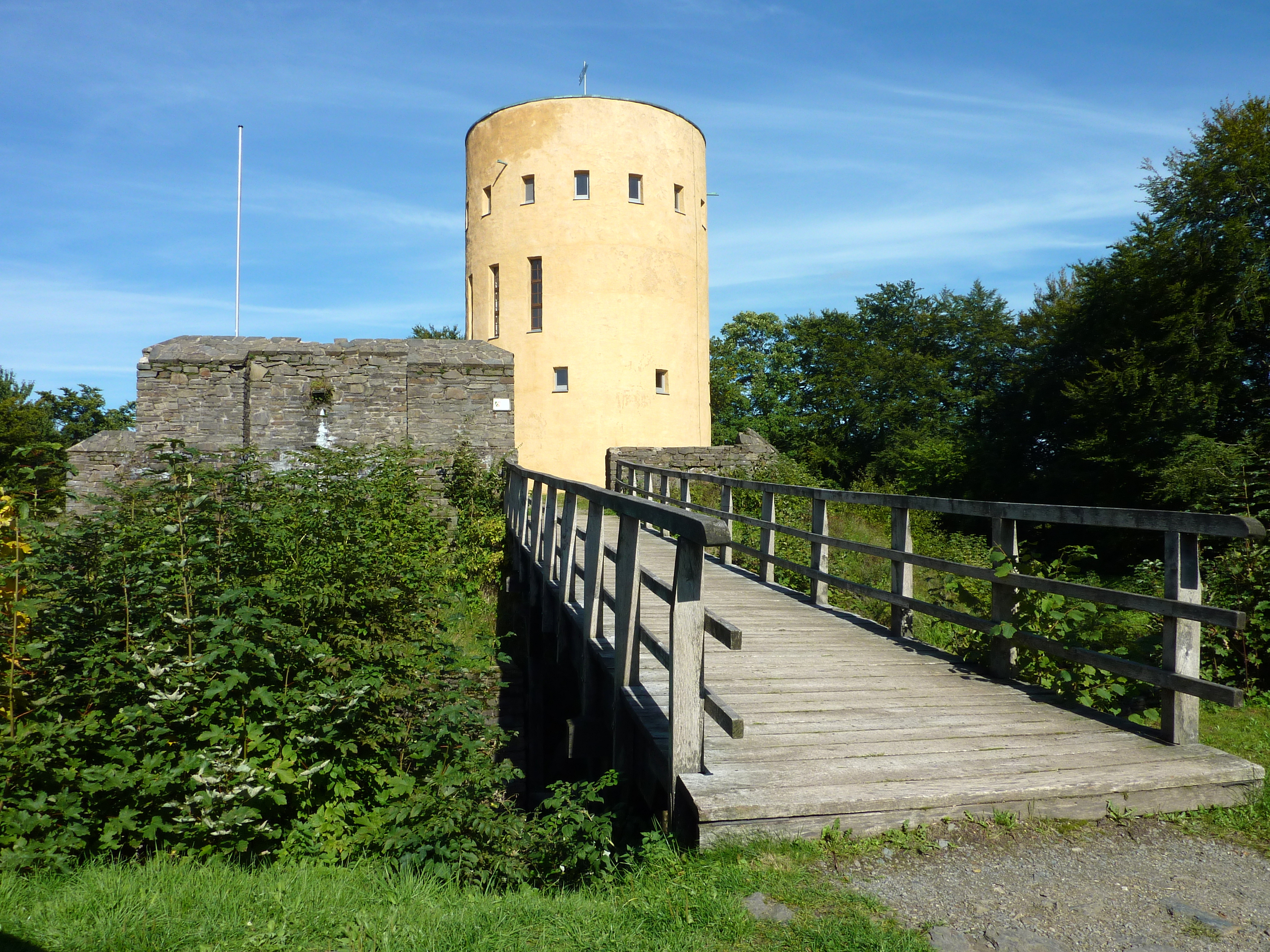
De Burcht Ginsburg in 2010.

Johan ‘de Jongere’ kreeg dus de hele erfenis, en de bepalingen van het testament die te gunste van Willem waren gemaakt, bleven in 1623 een dode letter. Maar op 13/23 januari 1624 stond Johan ‘de Jongere’ vrijwillig de soevereiniteit over het ambt Hilchenbach met de Burcht Ginsburg en enkele plaatsen die tot de ambten Ferndorf en Netphen behoorden, aan Willem af. Voortaan had het graafschap Nassau-Siegen, tot 1645, twee regeringen, de ene in Siegen, de andere in Hilchenbach. Voor een korte periode (1632–1635) onderging deze situatie echter een tijdelijke verandering: tijdens de Dertigjarige Oorlog kwamen zijn broers, die aan protestantse zijde vochten, in opstand tegen Johan ‘de Jongere’.
Graaf Lodewijk Hendrik van Nassau-Dillenburg trad op 1 december 1631 in dienst van koning Gustaaf II Adolf van Zweden, die op 24 juni 1630 in Duitsland was geland om ten gunste van de protestanten in te grijpen in de Dertigjarige Oorlog. Gravin-weduwe Margaretha wendde zich door bemiddeling van Lodewijk Hendrik tot Gustaaf Adolf en vroeg om hulp tegen de machinaties van haar stiefzoon Johan ‘de Jongere’. Bijgevolg zond de Zweedse koning op 14 februari 1632 vanuit Frankfurt een bevel aan Lodewijk Hendrik om zijn verwant Johan Maurits militaire steun te verlenen. Lodewijk Hendrik bezette toen de stad Siegen met zijn regiment bestaande uit Nederlandse en Zweedse soldaten. Een dag later, op 29 februari, arriveerden Johan Maurits en zijn broer Hendrik in Siegen. Zoals acht jaar eerder Johan ‘de Jongere’ zijn ruiterij in reserve had gehouden, zo onderhandelden nu Johan Maurits en Hendrik, gesteund door de aanwezigheid van het Zweedse regiment, met de burgers, die zich gebonden voelden door de eed die zij aan Johan ‘de Jongere’ hadden gezworen. Op 4 maart, na lange en moeizame onderhandelingen, huldigden de burgers Johan Maurits en Hendrik. Johan Maurits verkreeg voor zichzelf niet alleen het ambt Freudenberg, dat zijn vader in het testament van 1621 voor hem bestemd had, maar ook Netphen, dat in hetzelfde testament voor Johan ‘de Jongere’ bestemd was. Willem werd niet alleen bevestigd in het bezit van Hilchenbach, maar kreeg ook Ferndorf en Krombach, zoals het testament van zijn vader had bepaald. De stad Siegen bracht alleen hulde aan Willem en Johan Maurits, die pas in 1635 hun oudere broer Johan ‘de Jongere’ weer tot de mede-soevereiniteit toelieten. Deze herstelde echter spoedig de oude orde: in 1636 werd hij opnieuw de enige eigenaar van de bezittingen van zijn vader, met uitzondering van Hilchenbach, dat hij aan Willem liet, en bestuurde hij de stad Siegen weer alleen. Johan Maurits werd opnieuw uitgesloten van de soevereiniteit over het graafschap.

### Overlijden, begrafenis en opvolging
Willem overleed op 7/17 juli 1642 in Orsoy en werd op 24 juli 1642 begraven in Heusden. Hij liet zijn deel van het graafschap Nassau-Siegen na aan zijn halfbroer Johan Maurits. Als veldmaarschalk van het Staatse leger werd hij opgevolgd door zijn zwager Johan Wolfert van Brederode.

## Huwelijk en kinderen
Willem huwde op Slot Siegen op 17 januari 1619 met gravin Christiane van Erbach (5 juni 1596 – Culemborg, 6 juli 1646), dochter van graaf George III van Erbach en gravin Maria van Barby en Mühlingen. Uit dit huwelijk werden de volgende kinderen geboren:
1. Johan Willem (Slot Siegen, 28 oktober 1619[noot 9] – aldaar, 25 augustus 1623Jul.[noot 10]).
2. Maurits Frederik (Slot Siegen, 19 januari 1621[noot 11] – Calloo, 17 juni 1638), was kapitein in het Staatse leger, gesneuveld in de Slag bij Calloo.
3. Maria Magdalena (Slot Siegen, 21 oktober 1622[noot 12] – Spa, 20/30 augustus 1647[noot 13]), huwde in Culemborg op 25 augustus 1639 met graaf Filips Theodoor van Waldeck-Eisenberg (2 november 1614 – Korbach, 7 december 1645).
4. Ernestina Juliana (Siegen, 17/27 juli 1624 – Heusden, 9 juli 1634).[noot 14]
5. Elisabeth Charlotte (Emmerik, 11 maart 1626[noot 15] – Culemborg, 16 november 1694Jul.[noot 16]), huwde in Culemborg op 29 november/9 december 1643[noot 17] met vorst George Frederik van Waldeck-Eisenberg (Arolsen, 31 januari 1620Jul. – aldaar, 9 november 1692Jul.).
6. Hollandina (Heusden, 2 maart 1628[noot 18] – aldaar, 14 oktober 1629[noot 19]).
7. Wilhelmina Christina (1629[noot 20] – Hildburghausen, 22 januari 1700[noot 21]), huwde op Slot Arolsen op 26 januari 1660[noot 22] met graaf Josias II van Waldeck-Wildungen (Wildungen, 31 juli 1636 – Kandia, 8 augustus 1669).

Een van de dochters uit dit huwelijk was verloofd met graaf Crato van Nassau-Saarbrücken.

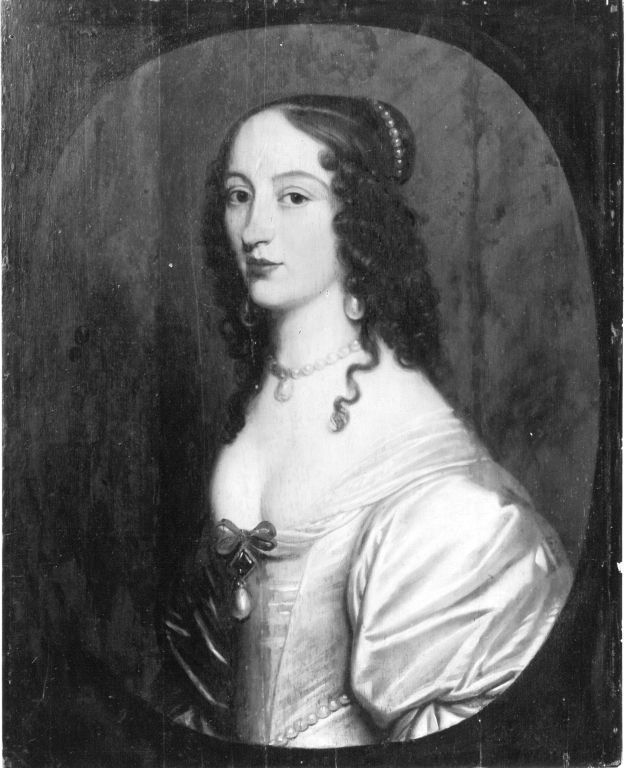
Gravin Maria Magdalena van Nassau-Siegen (1622-1647).
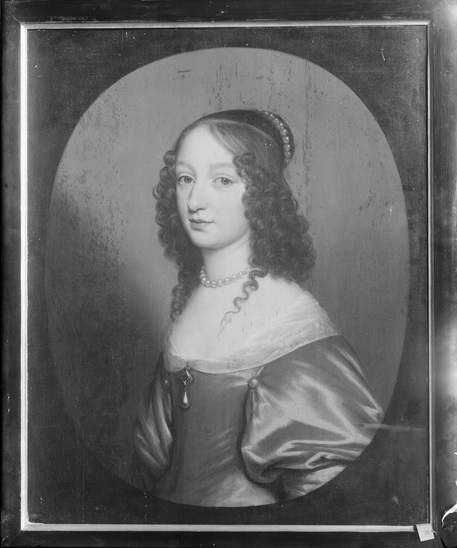
Gravin Wilhelmina Christina van Nassau-Siegen (1629-1700).

## Voorouders
| Voorouders van graaf Willem van Nassau-Siegen | Voorouders van graaf Willem van Nassau-Siegen                                                             | Voorouders van graaf Willem van Nassau-Siegen                                                             | Voorouders van graaf Willem van Nassau-Siegen                                                             | Voorouders van graaf Willem van Nassau-Siegen                                                             | Voorouders van graaf Willem van Nassau-Siegen                                                             | Voorouders van graaf Willem van Nassau-Siegen                                                             | Voorouders van graaf Willem van Nassau-Siegen                                                              | Voorouders van graaf Willem van Nassau-Siegen                                                              |
| --------------------------------------------- | --- | --- | --- | --- | --- | --- | --- | --- |
| Betovergrootouders                            | Johan V van Nassau-Siegen (1455–1516) ⚭ 1482 Elisabeth van Hessen-Marburg (1466–1523)                     | Botho III van Stolberg-Wernigerode (1467–1538) ⚭ 1500 Anna van Eppstein-Königstein (1481–1538)            | Johan IV van Leuchtenberg (1470–1531) ⚭ 1502 Margaretha van Schwarzburg-Blankenburg (1482–1518)           | Frederik V ‘de Oudere’ van Brandenburg-Ansbach (1460–1536) ⚭ 1479 Sofia van Polen (1464–1512)             | Filips I van Waldeck-Waldeck (1445–1475) ⚭ 1464 Johanna van Nassau-Siegen (1444–1468)                     | Willem van Runkel (?–1489) ⚭ 1454 Irmgard van Rollingen (?–1514)                                          | Gerlach II van Isenburg-Grenzau (?–1500) ⚭ 1455 Hildegard van Sierck (?–1490)                              | Hendrik van Hunolstein-Neumagen (?–1486) ⚭ 1466 Elisabeth van Boulay (?–1507)                              |
| Overgrootouders                               | Willem I ‘de Rijke’ van Nassau-Siegen (1487–1559) ⚭ 1531 Juliana van Stolberg-Wernigerode (1506–1580)     | Willem I ‘de Rijke’ van Nassau-Siegen (1487–1559) ⚭ 1531 Juliana van Stolberg-Wernigerode (1506–1580)     | George III van Leuchtenberg (1502–1555) ⚭ 1528 Barbara van Brandenburg-Ansbach (1495–1552)                | George III van Leuchtenberg (1502–1555) ⚭ 1528 Barbara van Brandenburg-Ansbach (1495–1552)                | Hendrik VIII van Waldeck-Wildungen (1465–1513) ⚭ vóór 1492 Anastasia van Runkel (?–1502/03)               | Hendrik VIII van Waldeck-Wildungen (1465–1513) ⚭ vóór 1492 Anastasia van Runkel (?–1502/03)               | Salentijn VII van Isenburg-Grenzau (vóór 1470–1534) ⚭ Elisabeth van Hunolstein-Neumagen (ca. 1475–1536/38) | Salentijn VII van Isenburg-Grenzau (vóór 1470–1534) ⚭ Elisabeth van Hunolstein-Neumagen (ca. 1475–1536/38) |
| Grootouders                                   | Johan VI ‘de Oude’ van Nassau-Siegen (1536–1606) ⚭ 1559 Elisabeth van Leuchtenberg (1537–1579)            | Johan VI ‘de Oude’ van Nassau-Siegen (1536–1606) ⚭ 1559 Elisabeth van Leuchtenberg (1537–1579)            | Johan VI ‘de Oude’ van Nassau-Siegen (1536–1606) ⚭ 1559 Elisabeth van Leuchtenberg (1537–1579)            | Johan VI ‘de Oude’ van Nassau-Siegen (1536–1606) ⚭ 1559 Elisabeth van Leuchtenberg (1537–1579)            | Filips IV van Waldeck-Wildungen (1493–1574) ⚭ 1554 Jutta van Isenburg-Grenzau (?–1564)                    | Filips IV van Waldeck-Wildungen (1493–1574) ⚭ 1554 Jutta van Isenburg-Grenzau (?–1564)                    | Filips IV van Waldeck-Wildungen (1493–1574) ⚭ 1554 Jutta van Isenburg-Grenzau (?–1564)                     | Filips IV van Waldeck-Wildungen (1493–1574) ⚭ 1554 Jutta van Isenburg-Grenzau (?–1564)                     |
| Ouders                                        | Johan VII ‘de Middelste’ van Nassau-Siegen (1561–1623) ⚭ 1581 Magdalena van Waldeck-Wildungen (1558–1599) | Johan VII ‘de Middelste’ van Nassau-Siegen (1561–1623) ⚭ 1581 Magdalena van Waldeck-Wildungen (1558–1599) | Johan VII ‘de Middelste’ van Nassau-Siegen (1561–1623) ⚭ 1581 Magdalena van Waldeck-Wildungen (1558–1599) | Johan VII ‘de Middelste’ van Nassau-Siegen (1561–1623) ⚭ 1581 Magdalena van Waldeck-Wildungen (1558–1599) | Johan VII ‘de Middelste’ van Nassau-Siegen (1561–1623) ⚭ 1581 Magdalena van Waldeck-Wildungen (1558–1599) | Johan VII ‘de Middelste’ van Nassau-Siegen (1561–1623) ⚭ 1581 Magdalena van Waldeck-Wildungen (1558–1599) | Johan VII ‘de Middelste’ van Nassau-Siegen (1561–1623) ⚭ 1581 Magdalena van Waldeck-Wildungen (1558–1599)  | Johan VII ‘de Middelste’ van Nassau-Siegen (1561–1623) ⚭ 1581 Magdalena van Waldeck-Wildungen (1558–1599)  |